# تجن جار السفلي (بايين خيابان ليتكوة)
تجن جار السفلی (بالفارسية: تجن‌جار سفلی) هي قرية تقع في إيران في Pain Khiyaban-e Litkuh Rural District. يقدر عدد سكانها بـ 639 نسمة .